# 터프트땅다람쥐
터프트땅다람쥐 또는 도가머리땅다람쥐(Rheithrosciurus macrotis)는 다람쥐과에 속하는 설치류의 일종이다. 터프트땅다람쥐속(Rheithrosciurus)의 유일종이다. 인도네시아와 브루나이, 말레이시아로 나뉘어 있는 보르네오섬에서만 발견된다. 견과류와 씨앗, 곤충을 먹는 것으로 확인되고, 숲 바닥층에서 먹이를 구하는 장면이 촬영된 적이 있다.

## 특징
뱅스산다람쥐의 머리부터 몸까지 길이는 15cm이고, 꼬리 길이는 13cm 정도이다. 등 쪽은 올리브색 갈색이고 배 쪽은 오렌지색 붉은색을 띤다. 두개골과 이빨의 형태 때문에 전형적인 나무 다람쥐 청서속(Sciurus)과 구별되며 뱅스산다람쥐속(Syntheosciurus)이라는 별도의 속으로 분류된다.